# Patrick Tam Kar-ming
Pour les articles homonymes, voir Patrick Tam.
Patrick Tam Kar-ming (譚家明 en chinois, Tán Jiāmíng en hànyǔ pīnyīn) est un réalisateur hongkongais né le 25 mars 1948.

## Biographie
Après avoir fait ses armes à la télévision, il réalise The Sword en 1980. Ce film, chorégraphié par Ching Siu-tung, est un des films marquant le début de la Nouvelle Vague hongkongaise d'où émerge aussi Tsui Hark et Ann Hui.
En 1987, il réalise le film Final Victory  sur un scénario de Wong Kar-wai. Cette comédie  réunit Eric Tsang et Tsui Hark.
Il est monteur de deux films de Wong Kar-wai : Nos années sauvages (1990) et Les Cendres du temps (1994). Les critiques le considèrent comme le mentor de Wong Kar-wai.
Après plusieurs années sans tourner, il réalise en 2006 After This Our Exile qui remporte de nombreux prix en Asie.
Il est professeur à l'Université municipale de Hong Kong dans la formation School of Creative Media.

## Filmographie
- 1980 : The Sword (名劍, Ming jian)
- 1981 : Love Massacre (愛殺, Ai sha)
- 1982 : Nomad (烈火青春, Lie huo qing chun)
- 1984 : Cherie (雪兒, Xue er)
- 1987 : Final Victory (最後勝利, Zui hou sheng li)
- 1988 : Burning Snow (雪在燒, Xue zai shao)
- 1989 : My Heart Is That Eternal Rose (殺手.蝴蝶.夢, Sha shou hu die meng)
- 1993 : Days of Tomorrow
- 2006 : After This Our Exile (父子, Fu zi)

## Distinctions

### Récompenses
- Golden Horse Film Festival and Awards 2006 : meilleur film pour After This Our Exile
- Hong Kong Film Awards 2007 : meilleur film, meilleur réalisateur et meilleur scénario pour After This Our Exile

### Nominations
- Golden Horse Film Festival and Awards 1981 : meilleur réalisateur pour Love Massacre
- Golden Horse Film Festival and Awards 1991 : meilleur montage pour Nos années sauvages de Wong Kar-wai
- Golden Horse Film Festival and Awards 1994 : meilleur montage pour Les Cendres du temps de Wong Kar-wai
- Hong Kong Film Awards 2006 : meilleur montage pour Election de Johnnie To
- Golden Horse Film Festival and Awards 2006 : meilleur scénario original et meilleurs costumes et maquillages pour After This Our Exile
- Hong Kong Film Awards 2007 : meilleur montage et meilleure direction artistique pour After This Our Exile
- Hong Kong Film Awards 2015 : meilleur montage pour That Demon Within de Dante Lam